# Chiara Galiazzo

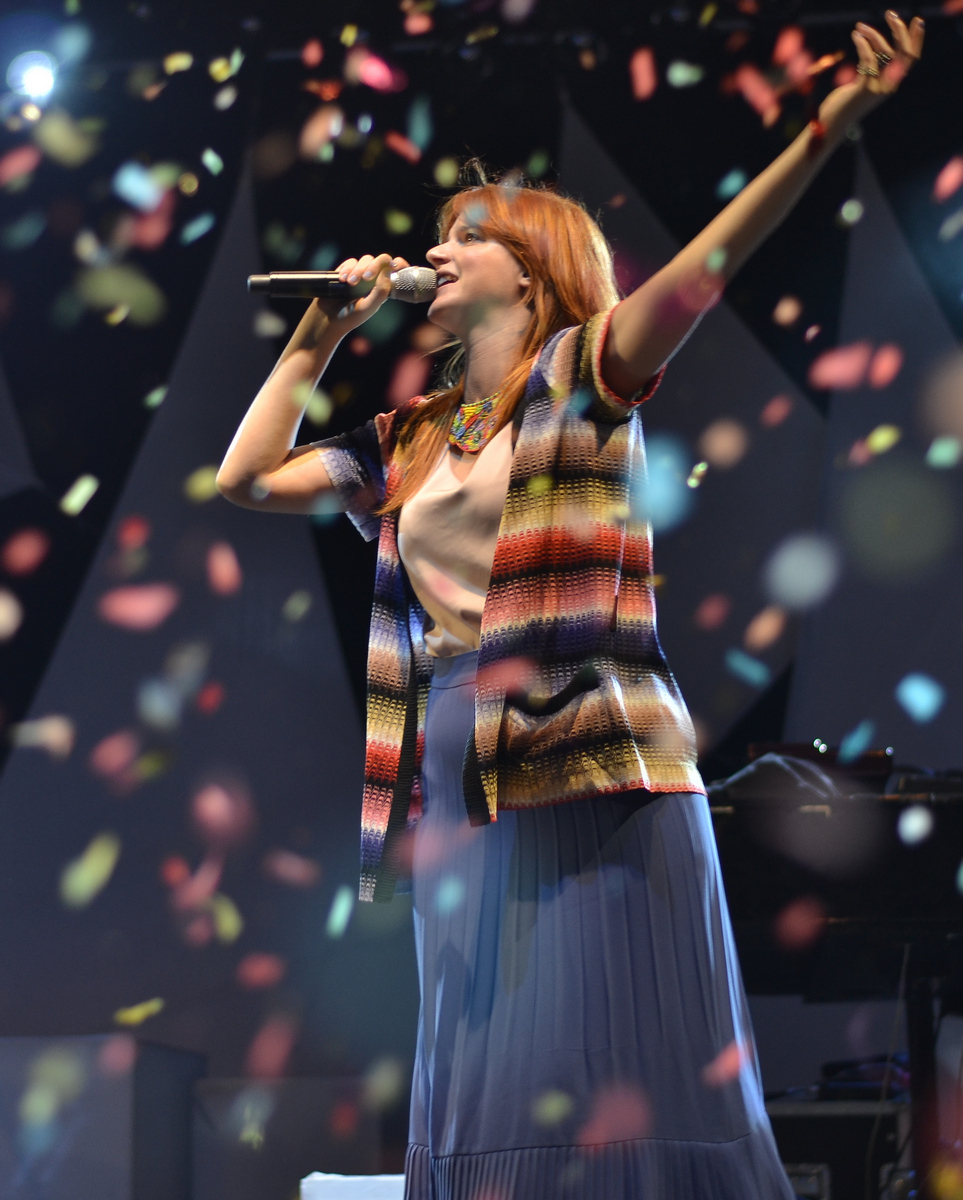
Chiara Galiazzo (2013)

Chiara Galiazzo (* 12. August 1986 in Padua), auch bekannt als Chiara, ist eine italienische Popsängerin. Sie gewann 2012 die sechste Staffel der Castingshow X Factor in Italien.

## Biografie
Chiara Galiazzo stammt aus Padua und ging mit 19 Jahren nach Mailand. Sie machte einen Abschluss in einem Wirtschaftsstudiengang und arbeitete anschließend bei einem Finanzunternehmen. Daneben besuchte sie das Centro Professione Musica, um ihren Traum von einer Gesangskarriere zu verwirklichen. 2008 bewarb sie sich bei der Castingshow Amici und 2011 zum ersten Mal bei X Factor, beide Male wurde sie schon bei der Vorauswahl abgelehnt.
2012 versuchte Galiazzo es noch einmal bei X Factor und kam diesmal ins Team der Kandidaten ab 25 Jahren. Bereits in der ersten Runde erreichte sie mit Abstand das beste Abstimmungsergebnis und gewann danach auch jede weitere Runde klar inklusive des Finales, in dem sie fast 75 % der Zuschauerstimmen bekam. Ihr anschließend veröffentlichter Wettbewerbssong Due respiri, den Eros Ramazzotti zusammen mit anderen für sie geschrieben hatte, kam anschließend auf Platz eins der Charts und blieb dort drei Wochen. Das wenig später veröffentlichte Album Un posto nel mondo erreichte Platz zwei der Charts. Anschließend nahm sie mit Il futuro che sarà am Sanremo-Festival teil.
Im Sommer 2013 nahm Galiazzo mit dem englischen Musiker Mika den Song Stardust auf. Das Lied wurde ihr zweiter Nummer-eins-Hit und hielt sich erneut mehrere Wochen an der Chartspitze. 2014 erschien das zweite Album Un giorno di sole und 2015 nahm die Sängerin erneut am Sanremo-Festival teil, diesmal mit dem Lied Straordinario. Die dritte Wettbewerbsteilnahme erfolgte beim Sanremo-Festival 2017. Im Anschluss erschien das gleichnamige dritte Album der Sängerin.
Erst 2020 meldete sich die Sängerin mit ihrem vierten Album Bonsai zurück.

## Diskografie
Alben

| Jahr | Titel                   | Höchstplatzierung, Gesamtwochen, AuszeichnungChartsChartplatzierungen (Jahr, Titel, Platzierungen, Wochen, Auszeichnungen, Anmerkungen) | Anmerkungen                   |
| Jahr | Titel                   | IT | Anmerkungen                   |
| ---- | ----------------------- | --- | ----------------------------- |
| 2013 | Un posto nel mondo      | IT2 Gold · (37 Wo.)IT | Sony Music Verkäufe: + 30.000 |
| 2014 | Un giorno di sole       | IT4 (28 Wo.)IT | Sony Music                    |
| 2017 | Nessun posto è casa mia | IT10 (6 Wo.)IT | Sony Music                    |
| 2020 | Bonsai                  | IT41 (1 Wo.)IT | Sony Music                    |

Lieder

| Jahr | Titel Album                                   | Höchstplatzierung, Gesamtwochen, AuszeichnungChartsChartplatzierungen (Jahr, Titel, Album, Platzierungen, Wochen, Auszeichnungen, Anmerkungen) | Anmerkungen                                                |
| Jahr | Titel Album                                   | IT | Anmerkungen                                                |
| ---- | --------------------------------------------- | --- | ---------------------------------------------------------- |
| 2012 | I Want to Hold Your Hand Due respiri          | IT34 (6 Wo.)IT | Coverversion, Original von den Beatles                     |
| 2012 | The Final Countdown Due respiri               | IT6 (7 Wo.)IT | Coverversion, Original von Europe                          |
| 2012 | I Was Made for Loving You                     | IT15 (3 Wo.)IT | Coverversion, Original von Kiss                            |
| 2012 | Due respiri                                   | IT1 ×2Doppelplatin · (26 Wo.)IT | Verkäufe: + 60.000                                         |
| 2012 | Over the Rainbow Due respiri                  | IT11 Gold · (8 Wo.)IT | Coverversion, Original von Judy Garland Verkäufe: + 15.000 |
| 2012 | L’amore è tutto qui Due respiri               | IT49 (2 Wo.)IT | Coverversion, Original von Piero Ciampi                    |
| 2013 | Il futuro che sarà Un posto nel mondo         | IT16 (11 Wo.)IT | Beitrag zum Sanremo-Festival 2013                          |
| 2013 | L’esperienza dell’amore Un posto nel mondo    | IT63 (1 Wo.)IT |                                                            |
| 2013 | Mille passi Un posto nel mondo                | IT33 (14 Wo.)IT | feat. Fiorella Mannoia                                     |
| 2013 | Vieni con me Un posto nel mondo               | IT28 (13 Wo.)IT |                                                            |
| 2013 | Stardust Songbook Vol. 1                      | IT1 ×4Vierfachplatin · (31 Wo.)IT | Mika feat. Chiara Verkäufe: + 120.000                      |
| 2014 | Un giorno di sole                             | IT73 Gold · (4 Wo.)IT | Verkäufe: + 30.000                                         |
| 2015 | Straordinario Un giorno di sole straordinario | IT7 Platin · (17 Wo.)IT | Beitrag zum Sanremo-Festival 2015 Verkäufe: + 50.000       |
| 2017 | Nessun posto è casa mia                       | IT34 (3 Wo.)IT | Beitrag zum Sanremo-Festival 2017                          |